# MariaDB
MariaDB – system zarządzania relacyjną bazą danych stworzony przez grupę (głównie) byłych pracowników MySQL AB, pod przewodnictwem Michaela Wideniusa, współtwórcy MySQL. Celem głównym projektu jest współpraca ze społecznością wolnego oprogramowania i udostępnianie jej na licencji GPL, w przeciwieństwie do niepewnego statusu licencji MySQL, która zależy od firmy Oracle.
Celem autorów MariaDB jest również utrzymanie zgodności z wcześniejszymi wersjami MySQL.
Kod źródłowy MariaDB bazuje na wcześniejszej wersji MySQL.